# 鲁口镇
鲁口镇，是中华人民共和国安徽省阜阳市颍上县下辖的一个乡镇级行政单位。

## 行政区划
鲁口镇下辖以下地区：
鲁口社区、朱台村、何台村、李窝村、王楼村、邹巷村、叶桥村、沫口村和焦岗湖农场。